# Doron Awital
Doron Awital (hebr.: דורון אביטל, ang.: Doron Avital, ur. 22 stycznia 1959 w Izraelu) – izraelski wojskowy i polityk, generał-major (alluf), w latach 2011–2013 poseł do Knesetu z listy Kadimy.
W latach 1992–1994 był dowódcą Sajjeret Matkal.
W wyborach parlamentarnych w 2009 nie dostał się do izraelskiego parlamentu, jednak w 2011 objął mandat po zmarłym Ze’ewie Bojmie.